# HD 129357
HD 129357 är en ensam stjärna, belägen i den mellersta delen av stjärnbilden Björnvaktaren. Den har en skenbar magnitud av ca 7,82 och kräver åtminstone en handkikare för att kunna observeras. Baserat på parallaxmätning inom Hipparcosuppdraget på ca 21,2 mas, beräknas den befinna sig på ett avstånd på ca 154 ljusår (ca 47 parsek) från solen. Den rör sig närmare solen med en heliocentrisk radialhastighet på ca -33 km/s. Den har föreslagits av astronomen Olin Eggen att ingå i rörelsegruppen Wolf 630 av stjärnor som har en gemensam egenrörelse genom rymden.

## Egenskaper
HD 129357 är en gul till vit stjärna i huvudserien av spektralklass G2 V. Den har en massa som är ungefär lika med en solmassa och har en effektiv temperatur på 5 749 K. Övriga uppmätta egenskaper hos stjärnan liknar mycket solens egenskaper, vilket gör den till en soltvilling, men den har en lägre halt av litium än solen och verkar vara över 3 miljarder år äldre, så den kan istället vara en solanalog.